# Alero Olympio
Alero Olympio (* 1959; † August 2005 in Edinburgh, Schottland) war eine ghanaische Architektin, Designerin und Pionierin in der Verwendung lokaler Baumaterialien und Handwerkstechniken. Sie war von Edinburgh aus überwiegend in Ghana tätig.

## Leben und Leistungen
Olympio stammte aus einer afro-brasilianischen Familie und war eine Enkelin des ermordeten togolesischen Präsidenten Sylvanus Olympio.
1970 verfasste sie mit ihrer Mutter Cecile McHardy das Kinderbuch Akasua in Brazil, in welchem die Reise einer ghanaischen Schülerin nach Brasilien beschrieben wird. Olympio studierte Architektur in Edinburgh. Sie erlangte internationale Bekanntheit für ihre Pionierarbeit bei der Verwendung lokaler Naturmaterialien wie Laterit, Holz und Naturstein. Schwerpunkt ihrer Arbeit waren die Erforschung, Verwendung und Förderung lokaler Handwerkstechniken und der Einsatz lokaler, nachhaltiger Bauweisen mit geringem Ressourcenverbrauch und wenig Materialimporten. Sie unternahm zahlreiche Reisen nach Afrika, Asien und Brasilien. Mit Partnern in Indien entwickelte sie eine Apparatur zum hydraulischen Pressen von Lateritziegeln vor Ort, welche zur Erstellung ihrer Bauten verwendet wurden. Gegenüber der Verwendung von Ziegeln bot dieses Verfahren den Vorteil, auf energieintensives Brennen und weite Materialtransporte verzichten zu können. Nachdem Olympio zunächst in Ghana kostengünstige Häuser in Selbstbauweise entwickelt hatte, verlagerte sich ihre Tätigkeit später auf den Bau beispielhafter ökologischer Häuser für die aufkommende ghanaische Mittelschicht.
Olympio entwarf außerdem das Kokrobitey Institute bei Accra, welches heute ein nach ihr benanntes Design Center beherbergt.
Nach sechsjähriger Krankheit verstarb sie 2005 mit 46 Jahren an Krebs.

## Rezeption
Das AFI (African futures Institute) in Accra unter der Leitung von Lesley Lokko rief 2020 die Vortragsreihe Alero Olympio Lecture ins Leben, um Persönlichkeiten zu würdigen, die im Sinne Olympios, Frauen im Bereich des Designs unterstützen, neue architektonische Visionen auf dem Afrikanischen Kontinent vorantreiben und die Verwendung für nachhaltige Baumaterialien und Konstruktionsmethoden fördern. 2021 wurde der erste Vortrag von der Architektin Mariam Kamara gehalten.

## Veröffentlichungen
- Akosua in Brazil, 1970.[1][7]